# FANTASY (EXILE單曲)
「FANTASY」（夢想境地）為日本音樂團體EXILE（放浪兄弟）的第33張單曲。2010年6月9日於日本發行。

## 解說
- 新生EXILE第4張單曲。
- 收錄世界盃足球賽日本代表加油曲「VICTORY」等8曲。
- 官方網站上標示此為雙單曲（Double Maxi Single），而Oricon認定此單曲為專輯（5首歌以上即屬專輯）（日本告示牌認定此為單曲）。
- 此單曲為第12張獲得冠軍的單曲。

## 發行版本
- CD+DVD
- CD ONLY

## 收錄曲目

### CD
1. VICTORY / (Vocal：ATSUSHI, TAKAHIRO) 
作詞：ATSUSHI / 作曲・編曲：春川仁志
日本足球協會公認日本代表加油歌
2. 24karats STAY GOLD / (Vocal：ATSUSHI, TAKAHIRO, NESMITH, SHOKICHI / Rap：DOBERMAN INC) 
作詞：lil' showy, P-CHO, GS, KUBO-C, TOMOGEN / 作曲：lil' showy
KIRIN「キリンメッツ ワイルドチャージ」廣告曲
3. 心願  / (Vocal：ATSUSHI) 
作詞：ATSUSHI / 作曲：Arno Lucas, Jerome Dufour / 編曲：Arno Lucas, 佐野健二
ATSUSHI  SOLO樂曲
劇團EXILE第4回本公演「DANCE EARTH〜心願〜」主題曲
4. 掌中砂（掌の砂）  / (Vocal：ATSUSHI, TAKAHIRO) 
作詞：秋元康 / 作曲・編曲：原一博
TOYOTA「WISH」廣告曲
5. GOING ON / (Vocal：TAKAHIRO, NESMITH, SHOKICHI)
作詞：TAKAHIRO / 作曲：原一博 / 編曲：h-wonder
EXILE Presents VOCAL BATTLE AUDITION2 2次審査課題曲
6. My Station / (Vocal：ATSUSHI, TAKAHIRO)
作詞：ATSUSHI / 作曲：lil' showy
KIRIN「KIRIN LEMON」廣告曲
7. Make It Last Forever / (Vocal：NESMITH, SHOKICHI)
(作詞・作曲：lil' showy)
NESMITH, SHOKICHI首次擔任主唱的歌曲。
8. MONSTER
作曲・編曲：BACHLOGIC
Instrument
9. Angel -Acoustic Version- 【Bonus Track】 / (Vocal：ATSUSHI, TAKAHIRO, NESMITH, SHOKICHI) 
作詞：ATSUSHI / 作曲：原一博 / 編曲：林田裕一
與去年發行的專輯「給珍愛的未來」所收錄的曲子為不同版本

### DVD
1. VICTORY (Video Clip)
2. 24karats STAY GOLD (Video Clip)
3. 心願  (Video Clip)

## 備註
1. 1 2  . Oricon. 2010  [2013-01-19]. （原始内容存档于2013-05-06） （日语）.

## 相關連結
- （日語）「FANTASY」日文特設網站
- （中文）「FANTASY」中文特設網站（页面存档备份，存于）